# Hynek Čermák
Hynek Čermák (* 14. února 1973 Praha) je český herec a fotograf, držitel Českého lva za nejlepší mužský herecký výkon ve vedlejší roli v roce 2011 ve snímku Nevinnost.

## Život
V televizi a na filmovém plátně jej diváci mohou vídat od roku 1993. Objevil se např. v dětském filmu Ať žijí rytíři! v roli náčelníka zbrojnošů, ve snímcích Muži v naději, Nevinnost, Svatá čtveřice, Santiniho jazyk, ...a bude hůř, Kníže Václav či Kajínek; v seriálech Poslední sezona, Expozitura, Kriminálka Anděl, Eden, Náměstíčko, Četnické humoresky, Cirkus Bukowsky a v dalších projektech. V letech 1990–1995 studoval herectví na DAMU. Účinkoval i v zahraničních produkcích (např. ve filmech Johanka z Arku, Stalingrad, Smrtící vlna, Mr. Johnson ad.).
Dlouhodobě hrál v Městském divadle v Kladně, kde si zahrál např. hlavní roli Shakespearova Richarda III. Od roku 2010 je členem souboru Dejvického divadla.
S bývalou partnerkou Danielou Choděrovou má syna Bořivoje a dceru Hedviku. V červenci 2017 se oženil, vzal si herečku Veroniku Mackovou. Pár se v lednu 2025 rozešel.

## Divadelní role

### Dejvické divadlo
- 2010 Sweeney – Patrick Marber: Dealer’s Choice
- 2011 Šerif – Karel František Tománek: Wanted Welzl
- 2012 Gary – Irvine Welsh: Ucpanej systém
- 2012 Karel – Petr Zelenka: Dabing Street
- 2014 pacient – Karel František Tománek: KAFKA '24, režie: Jan Mikulášek
- 2015 David Doubt[pozn. 2]: Zásek[7]
- od roku 2015 Jevgenij Dorn – Anton Pavlovič Čechov: Racek, alternace s Tomášem Jeřábkem[8]
- 2016 Leon Carhartt – Daniel Doubt: Vzkříšení[9]

## Televizní a filmové role (výběr)
- 1997 – Četnické humoresky (TV seriál)
- 2003 – Nemocnice na kraji města po dvaceti letech (TV seriál)
- 2008 – Expozitura (TV seriál)
- 2008 – Kriminálka Anděl (TV seriál)
- 2011 – Santiniho jazyk (TV film)
- 2012 – Svatá čtveřice – Ondra
- 2013 – Cirkus Bukowsky (TV seriál)
- 2014 – Čtvrtá hvězda (TV seriál)
- 2014 – Vinaři (TV seriál)
- 2014 – Až po uši I
- 2015 – Americké dopisy – Antonín Dvořák[10][11]
- 2015 – Gangster Ka – Káčko
- 2015 – Gangster Ka: Afričan – Káčko
- 2016 – Rapl (TV seriál)[12] – major Kuneš
- 2017 – Po strništi bos
- 2017 – Špunti na vodě
- 2017 – Až po uši II
- 2018 – Ten, kdo tě miloval
- 2018 – Dabing Street (TV seriál)
- 2019 – Rapl II (TV seriál) – major Kuneš
- 2019 – Za oponou, internetový seriál
- 2019 – Zkáza Dejvického divadla, televizní seriál
- 2019 – Poslední aristokratka – Frank
- 2019 – Národní třída – Vandam
- 2021 – Prvok, Šampón, Tečka a Karel – Tečka
- 2021 – Moje slunce Mad – Nazir
- 2021 – Případ Roubal – Ivan Roubal
- 2022 – Stínohra – Michal
- 2022 – Hádkovi - David
- 2022 – Vánoční příběh - Viktor
- 2022 – Ledviny bez viny (TV film) - kapitán Theodor Miller
- 2022 – Děti Nagana - Karel Dvořák
- 2023 – Tajný zákop / ONEMANSHOW: The Movie
- 2024 – Sladký život – Robert
- 2024 – Aristokratka ve varu - Frank

## Rozhlasové role
- 2016 William Shakespeare: Sen noci svatojánské, Český rozhlas, překlad: Martin Hilský, rozhlasová adaptace: Klára Novotná, režie: Martina Schlegelová, dramaturgie: Renata Venclová, zvukový design a hudba: Jakub Rataj, produkce: Radka Tučková a Eva Vovesná. Osoby a obsazení: Karel Dobrý (Oberon), Helena Dvořáková (Titanie), Pavla Beretová (Puk), Viktor Preiss (Hrášek), Josef Somr (Hořčička), Jaroslav Kepka (Pavučinka), Miroslav Krobot (Poříz), David Novotný (Klubko), Martin Myšička (Střízlík), Václav Neužil (Píšťala), Hynek Čermák (Fortel), Klára Suchá (Hermie), Tereza Dočkalová (Helena), Petr Lněnička (Lysandr), Jan Meduna (Demetrius), Kamil Halbich (Theseus), Tereza Bebarová (Hippolyta), Jan Vondráček (Egeus) a další.[13]
- 2017 Florian Zeller : Pravda, překlad Michal Zahálka,. Osoby a obsazení: Ivan Trojan, Dana Černá, Helena Dvořáková, Hynek Čermák; Český rozhlas.
- Audiokniha Co já vím? vydala Audiotéka, životopisné dílo o Miloši Formanovi

## Fotograf
Přibližně od roku 2011 se věnuje rovněž fotografii. První výstavu uspořádal v roce 2016 pod názvem ...ještě máme naději! v prostoru Anti.kvariátu Dejvického divadla (zahájení výstavy bylo 17. května 2016). Ve své fotografické tvorbě se věnuje zejména černobílé aranžované fotografii, konkrétně ženskému aktu a portrétu.

### Seznam realizovaných výstav
- 2024 – U PŘE-RODU, malý sál Společenského centra - Kina 70 Dobruška
- 2024 – U PŘE-RODU, KC Beseda, KLánovice
- 2022 – U PŘE-RODU, Galerie Dolní brána, Prachatice
- 2022 – U PŘE-RODU, Kafe Dostaveníčko, Dvůr Králové
- 2022 – U PŘE-RODU, zámecká jízdárna, Regionální muzeum v Teplicích
- 2021 – Akta Erotika, Art Mozaika, Praha (společná výstava)
- 2021 – U PŘE-RODU, Informační centrum, Kravaře
- 2021 – U PŘE-RODU, Městské muzeum a galerie, Břeclav
- 2020 – U PŘE-RODU, Štúdio L+S, Bratislava (připraveno, vernisáž i výstava zrušeny kvůli covidovým opatřením)
- 2020 – U PŘE-RODU, Galerie Janáček, Přibyslav
- 2019 – PRŮMĚTY DO ŽENSKÉ POSTAVY (s Terezou z Davle), Dusíkovo divadlo, Čáslav
- 2019 – #MENEITHER, Galerie Artrium, Zlín
- 2019 – #MENEITHER, Bistro Grand, Chicago, Spojené státy
- 2019 – #MENEITHER, Galerie Slováckého muzea, Uherské Hradiště
- 2018 – #MENEITHER(v rámci hudebního festivalu Na jednom břehu), galerie Artičok, Hradec Králové
- 2018 – Nik On Akt, Nikon Photo Gallery, Praha
- 2018 – #MeNeither, Galerie Café Kamzík, Praha
- 2017 – Hynek Čermák „Fotografie – akty“ (v rámci výstavy AKTA EROTIKA 2017), Galerie OPLETALKA, Praha
- 2017 – Hynek Čermák – Fotografie (v rámci festivalu Pocta Miloši Horanskému), galerie KUPE, Opava
- 2016 – "...ještě máme naději!", Anti.kvariát, Dejvické divadlo, Praha

### Fotografické publikace
Ze společné výstavy fotografií Hynka Čermáka a Terezy z Davle uspořádané v Čáslavi v roce 2019 vydal spolek Třiatřicet obsáhlý katalog nazvaný „PRŮMĚTY DO ŽENSKÉ POSTAVY“.